# کرپان
«کَرَپان» یا «کرپن»، اسم طبقه‌ای از امرا و پیشوایان دین دیویسنا و از مخالفان اندیشه زرتشت است که در اواخر دوره کیانیان علیه زرتشت شورید. این طبقه از پیشوایان دینی، مراسم و نیرنگ‌ها و مناسک دینی بسیار پیچیده‌ای برای مردم انجام می‌دادند و علاوه بر دستمزدهای کلان، قدرت فوق‌العاده‌ای داشتند. کرپن‌ها با تکیه بر نظام فکری کیانیان، با حکمت زرتشتی مخالف می‌کردند، زیرا مبانی آن را در تعارض با ایدئولوژی خود می‌دانستند. زرتشت با همهٔ نیرو و منطق خود در برابر این گروه پایداری کرد. سه خاندان یا سه تن از این کرپان‌ها در سرودها ذکر شده‌اند. این سه عبارتند از اوسیج، کوی و بندو که با تندی و شدت در مقابل زرتشت و حکمت او مقاومت کردند، اما سرانجام منطق زرتشت بر استدلال‌های کرپن‌ها پیروز شد.
در ادوار قدیم تاریخ دینی ایران باستان روحانیان آیین‌های گوناگون مغ نامیده شده‌اند. مغان مادی و مغان مجوسی جز از مغان میترایی بوده‌اند. مغان میترایی به موجب گات‌ها همان کَرَپَن‌ها هستند. کرپان‌ها یا مغان میترایی همان‌هایی هستند که در جریان اسلامی شدن ایران، اندیشه‌های گنوسی و عرفانی ویژهٔ خودشان را در حکمت و عرفان ایران دوران اسلامی وارد کردند.
این واژه به عربی رفته و برای هدیه دادن خون به خدایان به صورت قربان و قربانی کردن تا امروز استفاده می‌شود.